# Wireless Markup Language
Wireless Markup Language (WML) – standardowy język używany do tworzenia oraz kodowania stron i serwisów Internetowych wyświetlanych na urządzeniach przenośnych korzystających z WAP. WML jest aplikacją języka XML i został zaprojektowany z myślą o urządzeniach o niewielkiej mocy obliczeniowej, niewielkiej pamięci operacyjnej i powolnym dostępie do Internetu – przykładem są tu telefony komórkowe.
Głównymi zaletami, a zarazem zadaniami języka WML, jest możliwość obsługi i formatowania dowolnych elementów graficznych oraz tekstowych. Kod WML zawarty jest w pliku, odpowiadającemu danej witrynie internetowej po podaniu odpowiedniego adresu URL. Język WML umożliwia kodowanie różnego rodzaju stron oraz tworzenie spersonalizowanych skryptów i mechanizmów wykonawczych poprzez zastosowanie odpowiednich wartości zmiennych, których podanie na wejście układu odpowiada wymuszeniu (reakcji, efektowi) na jego wyjściu.
Możliwości języka WML 1.0 zostały ograniczone w porównaniu z językiem HTML, ze względu na rodzaj obsługiwanych informacji i metody ich prezentacji.
Obecnie zalecaną wersją WML-a jest 2.0. WML 2.0 oparty na XHTML 1.1 (w obrębie znaczników Basic XHTML-a). W WML-u 2.0 znajdują się znaczniki i atrybuty z wersji 1.0, ale zaleca się stosowanie modulacji XHTML. W przyszłości WML zostanie całkowicie zastąpiony wersjami XHTML-a.
WML to nie tylko język programowania. Struktura stron WAP oparta jest na kartach WML, które w odróżnieniu od dokumentów HTML, mogą zawierać już w sobie szereg stron i podstron. Pobrana na telefon komórkowy karta WML zawiera już w sobie sposób nawigacji danej strony WAP, sposób jej prezentacji na wyświetlaczu telefonu oraz mechanizm odpowiadający za wywołanie innych kart WML. Dzięki zastosowaniu WML, stało się możliwe zapisanie całego serwisu WAP (bez spersonalizowanych skryptów) w postaci jednej karty, która może być pobrana jednorazowo na telefon komórkowy, a użytkownik może ją przejrzeć bez podłączenia do Internetu (w wybranych modelach telefonów).